# East Pine Park
East Pine Park är en park i Kanada.   Den ligger i provinsen British Columbia, i den centrala delen av landet, 3 300 km väster om huvudstaden Ottawa. East Pine Park ligger 508 meter över havet.
Terrängen runt East Pine Park är kuperad åt sydväst, men åt nordost är den platt. East Pine Park ligger nere i en dal. Trakten runt East Pine Park är nära nog obefolkad, med mindre än två invånare per kvadratkilometer..
I omgivningarna runt East Pine Park växer i huvudsak blandskog.